# スペース・ベビー
「スペース・ベビー」（原題："Space Babies"）は、イギリスのSFドラマ『ドクター・フー』の第14シリーズ第1話。脚本はラッセル・T・デイヴィス、監督はジュリー・アン・ロビンソンが担当した。BBC iPlayerとDisney+で2024年5月11日に次話「悪魔のコード」と共に公開された。視聴者数は401万人に上り、批評家からは一般に肯定的なレビューを受けた。
本作では、15代目ドクター（演：チュティ・ガトゥ）とルビー・サンデー（演：ミリー・ギブソン）が未来の宇宙船に到着する。船ではベビーカーに乗って流暢な言語を話せるヒトの乳児が育てられており、彼らがステーションの保守管理を行っていた。ルビーとドクターは乳児たちが恐怖するブギーマンと呼称される怪物と対峙する。

## あらすじ
前話「ルビー・ロードの教会」から続く。ターディスに乗って未来の宇宙船に到達した15代目ドクター（演：チュティ・ガトゥ）とルビー・サンデー（演：ミリー・ギブソン）は大型の生物と遭遇する。エレベーターを発見した2人は上階に退避し、そこでステーションの管理を行っている乳児の集団と出会う。ドクターの聞き込みの結果、乳児たちが下層に生息するブギーマンを恐れながら暮らしており、また彼らと共に居た成人のクルーが彼らを置き去りにして帰還していたことが明らかになる。
ドクターたちは探索を続けるうち、人工知能NAN-Eを通し、女性ジョセリン（演：ゴルダ・ロシューベル）がステーションに1人残って乳児たちの世話をしていたことを知る。ジョセリンと乳児たちを付近の惑星に送り届けることを考えていたドクターだったが、乳児の1人であるエリックはブギーマンの実在性を否定したルビーの発言を真に受け、1人で下層に赴いてしまう。ドクターとルビーはブギーマンと遭遇したエリックを救出する。
ドクターは船の乳児たちを楽しませるために人工知能が乳児の鼻水からブギーマンを生み出したことを悟る。ジョセリンはルビーとドクターを誘導してブギーマンをエアロックの付近におびき寄せ、宇宙空間へ放逐しようとする。ルビーはブギーマンも乳児と同時期に誕生した仲間であると主張してジョセリンを説得し、ドクターは物理的にブギーマンの救出に成功する。最終的にドクターは彼らを惑星へ送り届けられるよう宇宙ステーションを動かし、またブギーマンの性質をより安全なものに調整する。
事案解決後、ドクターはルビーにターディスの合鍵を渡す。ドクターはルビーが教会の前に置き去りにされた日の夜には絶対に行けないことを告げ、それを条件として彼女を旅に誘う。現代に帰還してルビーの家に入る前に、ドクターはルビーのDNA鑑定を開始する。DNA鑑定中のターディスの内部では、ルビーの記憶の中にある雪が降り始める。

## 制作
本作は新しいファンへの番組の紹介として執筆された。本作には12人の本物の乳児が出演し、また場合によってはイギリスの法律や俳優の組合の制限に基づいて人形に置き換えられることもあった。伝えられるところによると、これらの人形に演者が怖がることもあったという。乳児の口の動きにはコンピューターアニメーションが用いられた。
レニー・ラッシュは当初エリックの声役でキャスティングされていたが、制作チームが彼の演技に感銘を受けたことにより、シリーズのより後のエピソードに登場するUNITの科学顧問モリス・ギボンズの役に抜擢された。エリックの声は代わりにSami Amberが演じた。

## 放送と評価

### 放送
「スペース・ベビー」は批評家向けの試写会が5月6日に行われた。
本作は第13シリーズ最終話「征服者」（2021年）以来となる、スペシャルでないエピソードである。
一般出の公開は2024年5月11日であり、イギリスにおいてBBC iPlayerで公開され、同日に遅れてBBC Oneでも放送された。本作は直後に公開された「悪魔のコード」とともに配信された。
Disneyはイギリスとアイルランド以外の国での国際配信も担当した。国際配信においても「悪魔のコード」と併せて公開された。

### レーティング
BBC Oneでの放送において当日夜の視聴者数は約260万人であり、「悪魔のコード」を20万人上回った。ラジオ・タイムズ紙のルイス・グリフィンはこの低視聴者数が20時間早BBC iPlayerで放送されたことによるものであるとし、実際の視聴者数はもっと多かった可能性が高いと主張した。1週間の合計視聴者数は401万人であった。

### 批評家の反応
ガーディアン紙のジャック・シールは本作を『ドクター・フー』の中で教科書的な中ランクのエピソードとし、「面白いが忘れられやすく、最終的には意味が無い」として星3の評価を付けた。イデンペンデント紙に寄稿したエド・パワーは、「スクリーン上で完全に実現することが決してない有望なアイデア」が本作にあるとし、星4の評価とした。デン・オブ・ギークに寄稿したステファン・モハメドは本作のCGIを批判した一方、本作が「時を超えた子供たち」（2020年）のプロットラインを追求して上手く料理していることを賞賛した。
Inverse' のBui Tran-Hoaiは本作について放棄された宇宙ステーションに忍び寄る怖ろしい生物と喋る乳児が居るひどく滑稽なSF冒険譚であるとした。また、作品の内容の多くがドクターの行動や人物像の紹介に費やされていることから、「長年のファンは基本的に親指をいじりながら良いものを待つことになる」と述べた。